# والپول (ماساچوست)
والپول، ماساچوست
والپول(به انگلیسی: Walpole) شهرکی در شهرستان نورفولک ایالت ماساچوست می‌باشد که در سال ۱۷۲۴ بنیان‌گذاری شده‌است. این شهرک در سرشماری سال ۲۰۱۰ میلادی، ۲۴٬۰۷۰ نفر جمعیت داشته‌است.

## نگارخانه

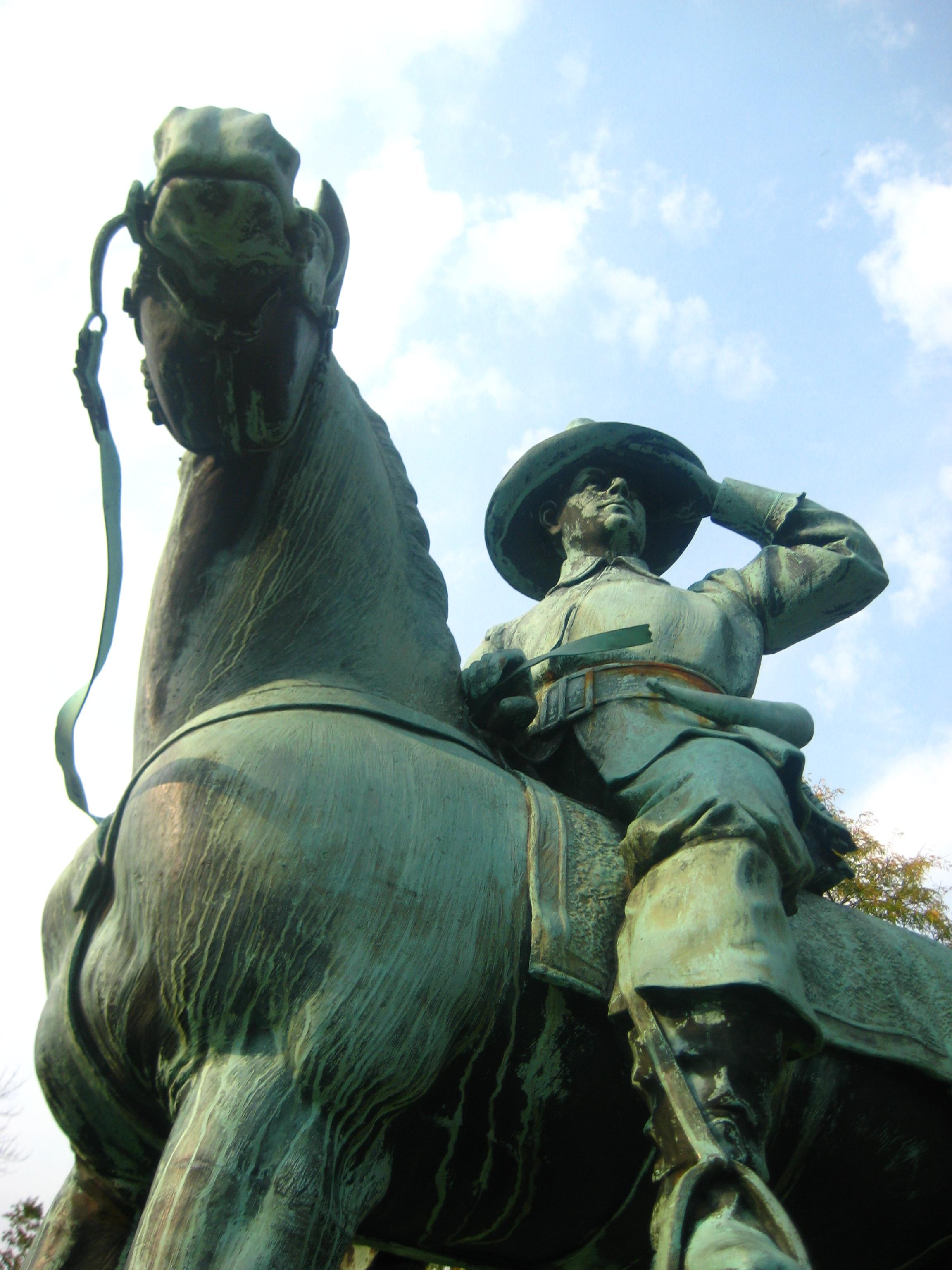
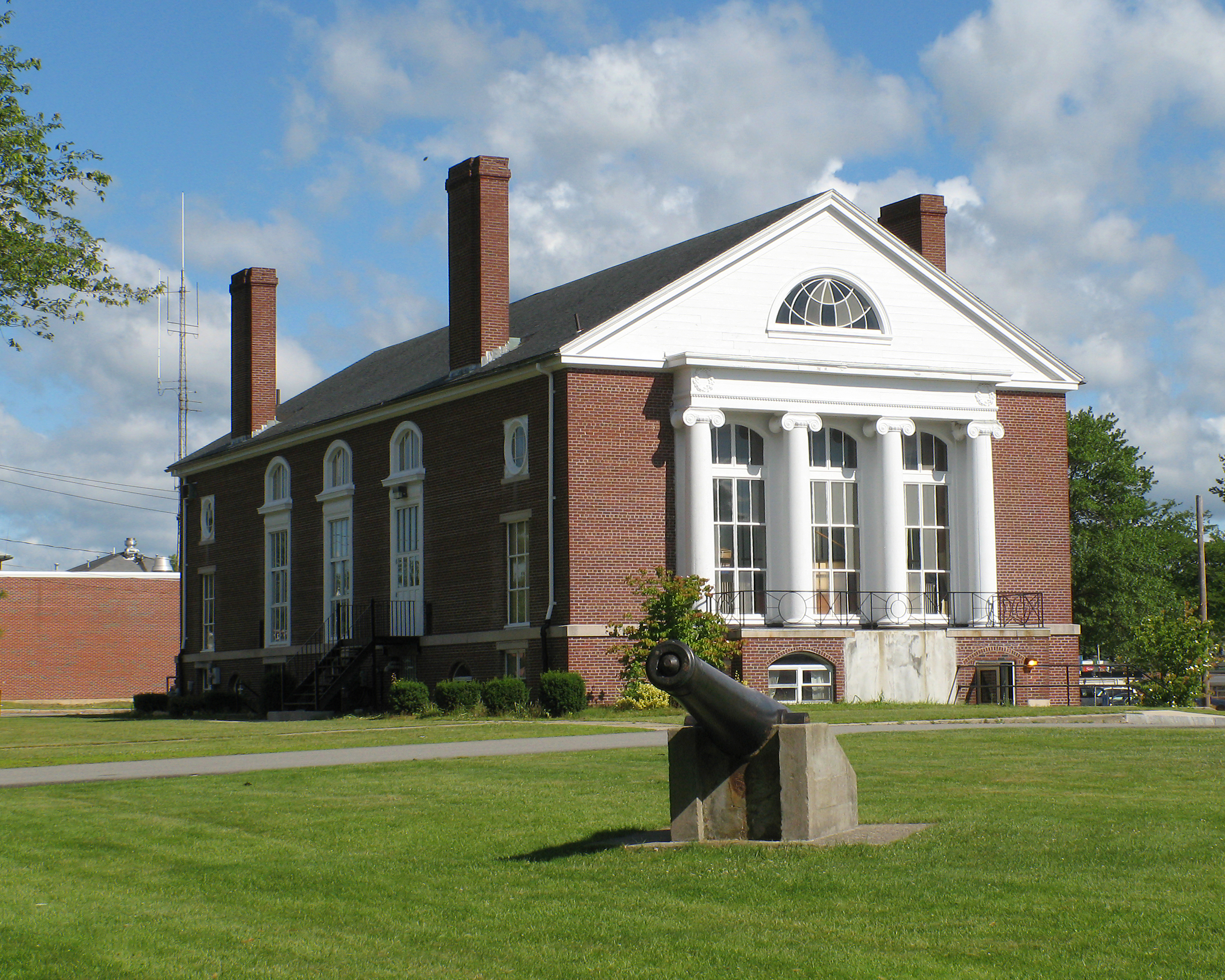